# Matjaž Debelak
Matjaž Debelak (Braslovče, 27 agosto 1965) è un allenatore di sci nordico ed ex saltatore con gli sci sloveno. Fino alla dissoluzione della Jugoslavia (1991) gareggiò per la nazionale jugoslava.

## Carriera
In carriera ha vinto due medaglie alle Olimpiadi di Calgary 1988.

## Palmarès

### Olimpiadi
- 2 medaglie:
  - 1 argento (gara a squadre a Calgary 1988)
  - 1 bronzo (trampolino lungo a Nagano 1998)